# Saint-Langis-lès-Mortagne
Saint-Langis-lès-Mortagne ist eine französische Gemeinde mit 871 Einwohnern (Stand: 1. Januar 2022) im Département Orne in der Region Normandie (bis 2015 Basse-Normandie). Sie gehört zum Arrondissement Mortagne-au-Perche und zum Gemeindeverband Pays de Mortagne-au-Perche. Die Bewohner nennen sich Langissois.

## Geografie
Die Gemeinde Saint-Langis-lès-Mortagne liegt in der Landschaft Perche an der Grenze zum Regionalen Naturpark Perche, 29 Kilometer ostnordöstlich der Départements-Hauptstadt Alençon und etwa 56 Kilometer nordnordöstlich von Le Mans. Begrenzt wird Saint-Langis-lès-Mortagne von den Nachbargemeinden Sainte-Céronne-lès-Mortagne im Norden, Mortagne-au-Perche im Osten, Réveillon im Südosten und Süden, Saint-Denis-sur-Huisne im Süden, Parfondeval im Südwesten sowie Courgeoût im Westen.

## Bevölkerungsentwicklung
| Jahr                       | 1962 | 1968 | 1975 | 1982 | 1990 | 1999 | 2006 | 2014 | 2021 |
| -------------------------- | ---- | ---- | ---- | ---- | ---- | ---- | ---- | ---- | ---- |
| Einwohner                  | 534  | 610  | 915  | 828  | 888  | 876  | 904  | 908  | 872  |
| Quellen: Cassini und INSEE |      |      |      |      |      |      |      |      |      |

## Sehenswürdigkeiten
- Kirche Saint-Langis aus dem 17. Jahrhundert
- Schloss Le Prulay aus dem 18. Jahrhundert mit der Kapelle Saint-Étienne, seit 1998 Monument historique

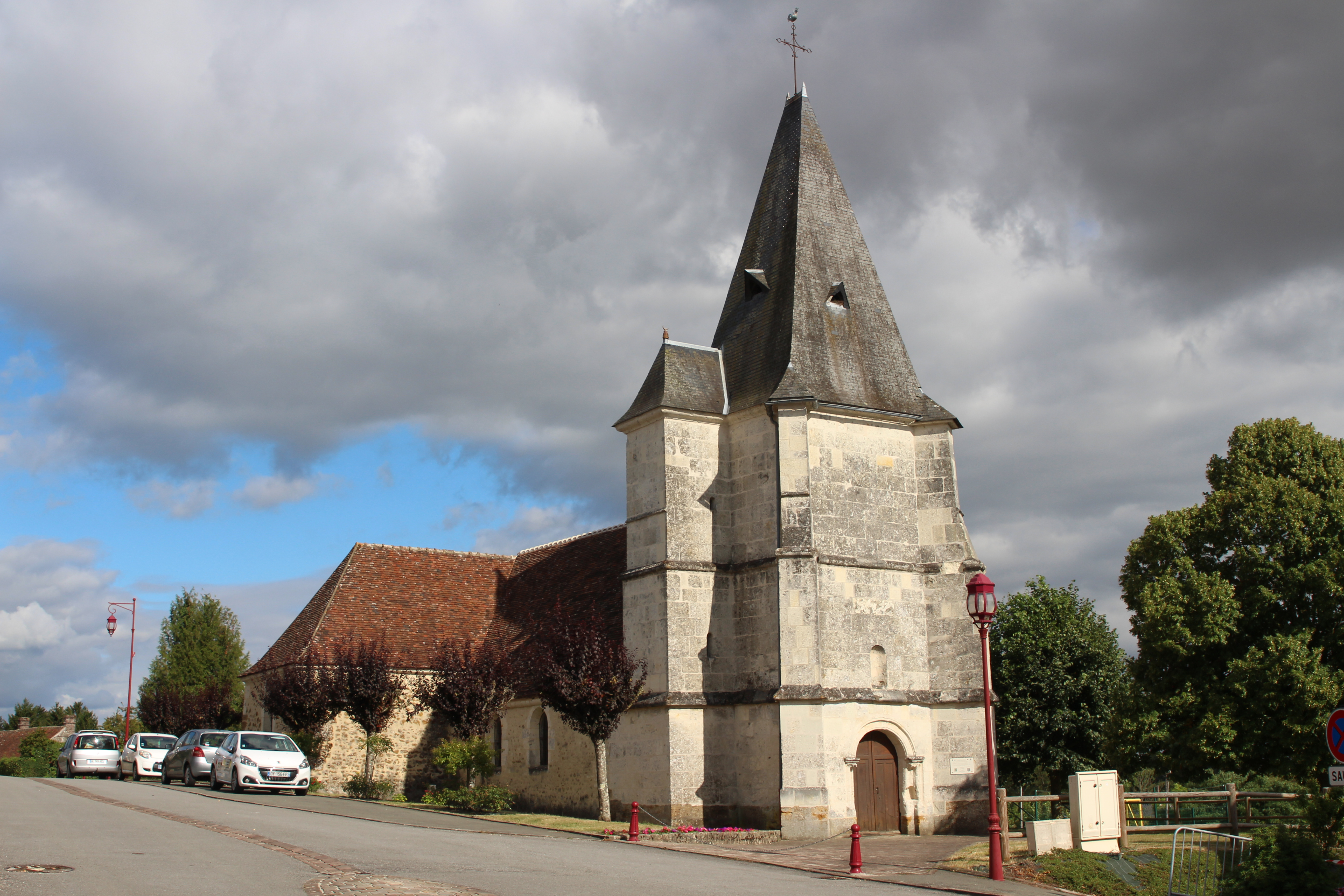
Kirche Saint-Langis
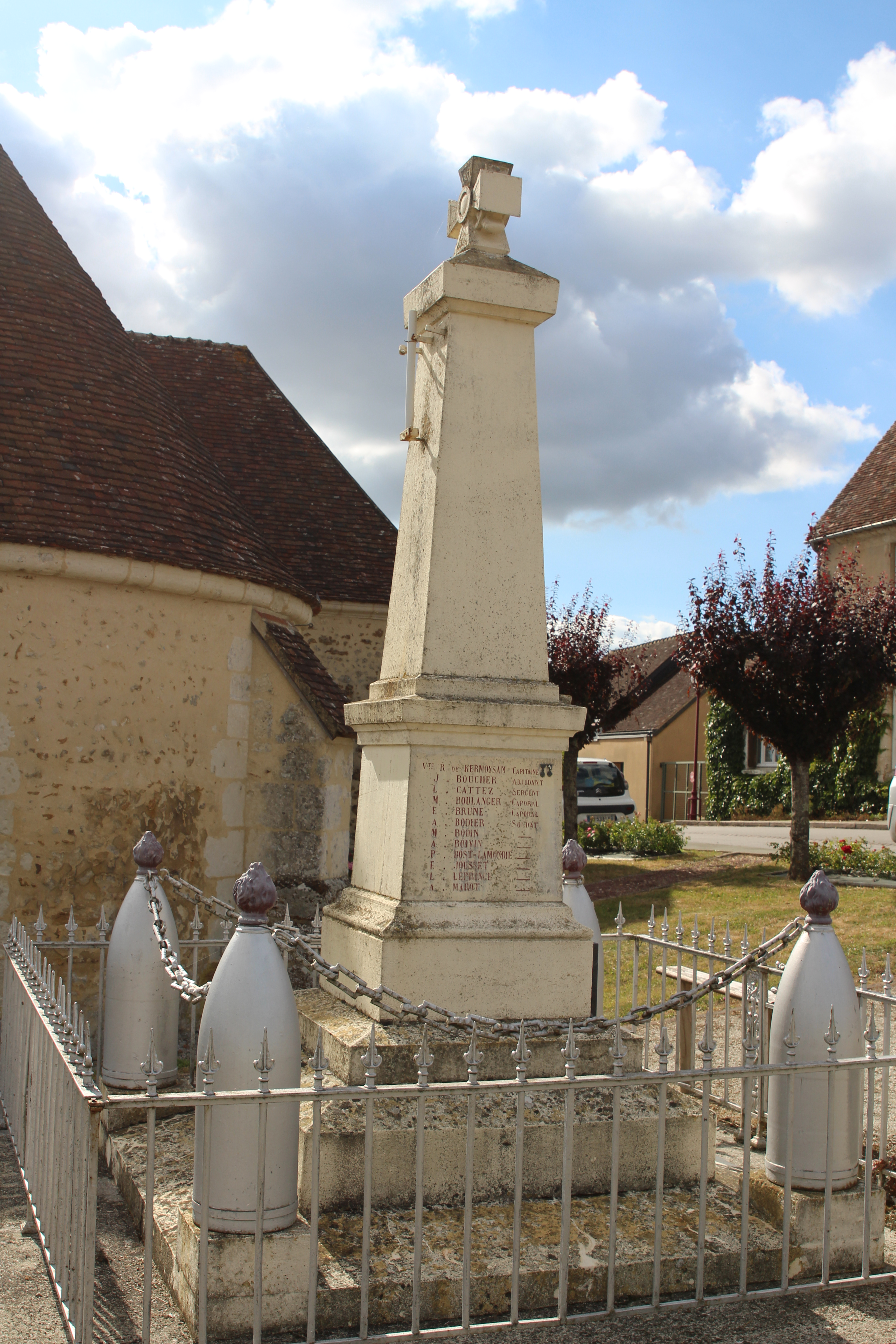
Gefallenendenkmal